# Bangoulap
 (janvier 2017).
Si vous disposez d'ouvrages ou d'articles de référence ou si vous connaissez des sites web de qualité traitant du thème abordé ici, merci de compléter l'article en donnant les références utiles à sa vérifiabilité et en les liant à la section « Notes et références ».
Bangoulap est un groupement de villages et chefferie de 2e degré de la commune de Bangangté, département du Ndé, dans la région de l'ouest Cameroun, en pays Bamiléké.

## Géographie
Bangoulap est un village situé à 1 480 m d'altitude sur la route départementale D68 à  7 km au sud du chef-lieu communal Bangangté. Les points culminants se trouvent sur les hauteurs au sud du village, le Tchuifet ou Meneu (1 511 m), Ntagni (1 475 m).nanfam (1299m)

## Histoire
Au commencement ce territoire a été occupé par les familles Djabouochou, Djamba, Djantakou, Djanso, Djansap, Feunhozi.
Vers les années 1550, un homme nommé Nzouami en provenance de Baloumgoum[Lequel ?] arriva avec une forte délégation composée de Djangwa, Dja Tchoumi et autres et s'installa dans ce village riche en gibier. Excellent chasseur, homme célèbre, généreux et rusé, Nzouami en profita pour s'imposer leader de cette communauté et fonda la dynastie Nzouami qui a vingt quatre rois qui se sont succédé au fil du temps.
Après avoir assis sa suprématie, Nzouami s'exclama : "Beuk Goum Lah"; ce qui veut dire "nous avons maîtrisé le village". Bangoulap tire son nom de cette expression.
Sous Nzouami, le peuple Bangoulap fait la guerre à ses voisins pour protéger ses limites territoriales et agrandir le territoire.

## Population
Le groupement de  Bangoulap couvre une superficie d'environ 86 km2 pour une population estimée à  2 475 habitants relevée par le compte administratif 2013 et quinze mille pour la diaspora dont une élite assez puissante[précision nécessaire] et une forte colonie. Les populations locales tirent l'essentiel de leurs revenus des activités agricoles, de l'élevage et du petit commerce.

## Chefferie traditionnelle et quartiers
Bangoulap est l'une des six chefferies traditionnelles de 2e degré de l'arrondissement de Bangangté. 
Elle est constituée de 28 quartiers: Madoum I, Madoum II, Bongo, Bonkeu, Sagna I, Sagna II, Famtchwet, Bouli, Mafi, Lafeng, Koptchet, Fang, Kopking, Kopda, Feunga, Meneu, Noufam, Njamga I, Njamga II, Mekong, Manga, Kotieu, Nzuindjong subdivisé en Noum'hou, Noumzi, Famtchwet Sud et Tanga Bangoulap.

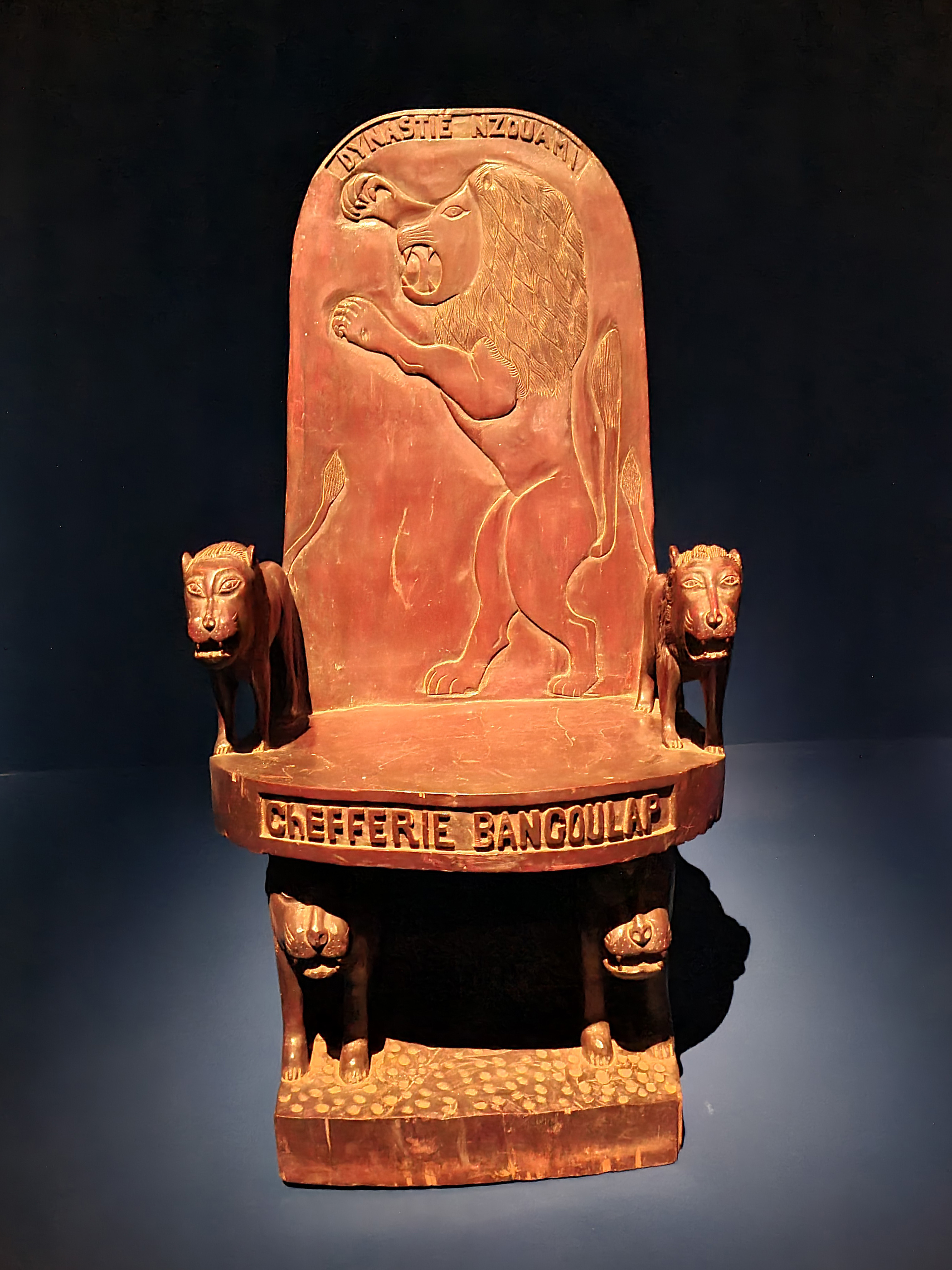

La structure sociale à Bangoulap est typique des chefferies bamilékées, avec le roi, les neuf notables conseillers de la cour royale, les chefs de quartiers et la population. L'élite et la diaspora se regroupe autour d'un comité de développement pour le village.

## Villages
Administrativement, Bangoulap constitue un des sept groupements de la commune de Bangangté, il est composé de sept villages : Sagna, Madoum, Bonkeu, Badjuidgong, Nounfam, Kopda et Lafeng.

## Culture

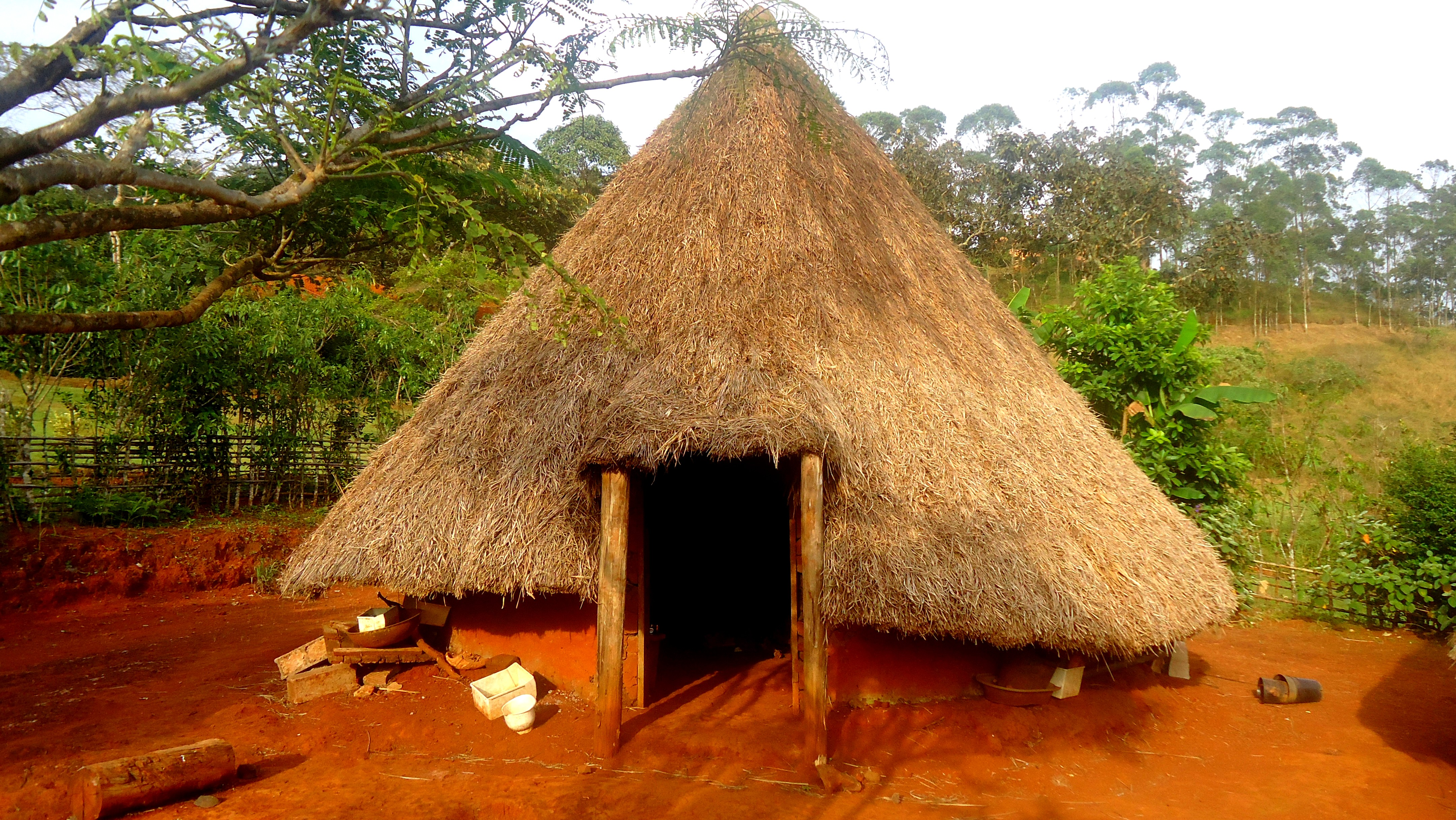
Case de l'Extrême Nord Cameroun

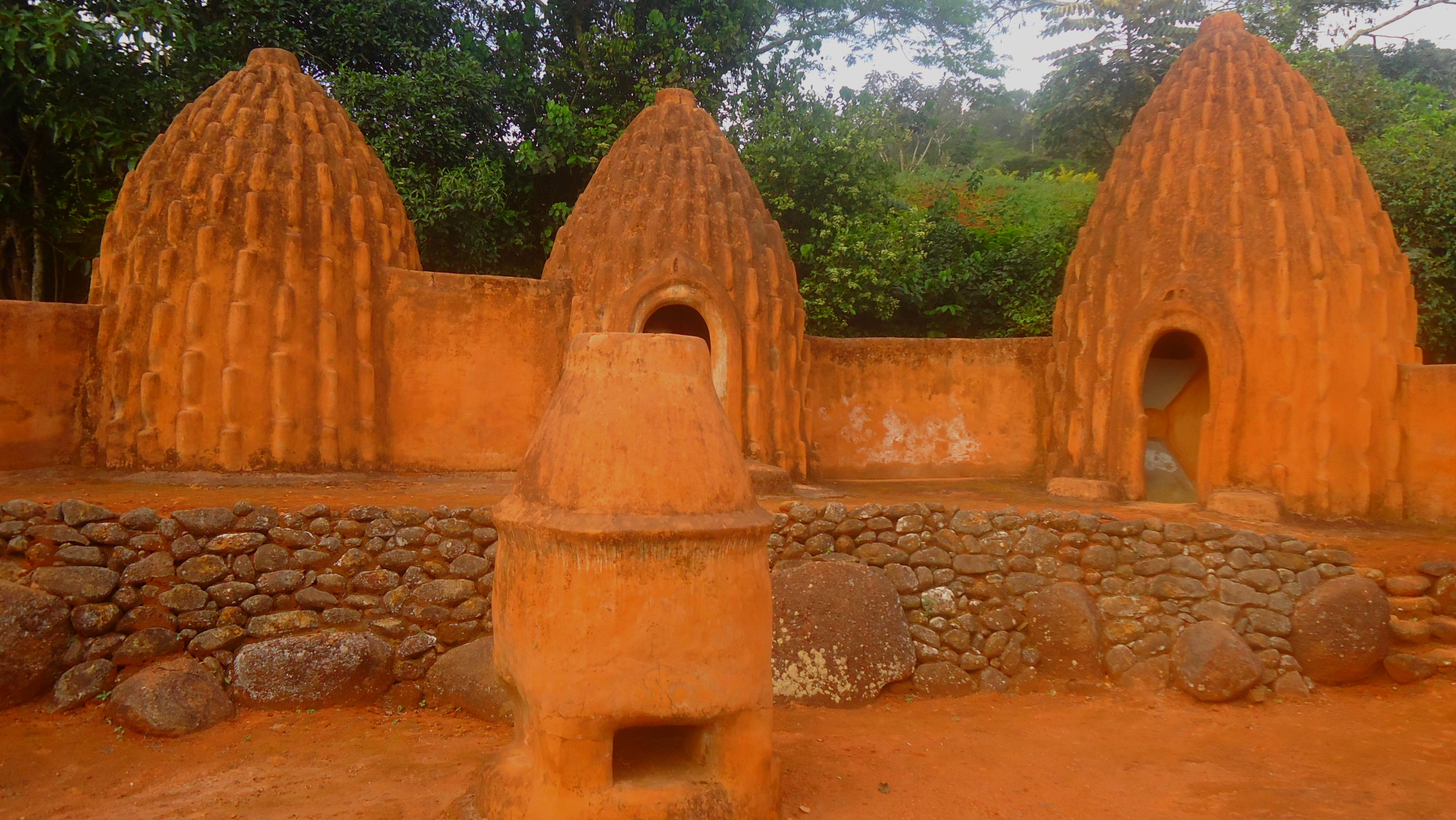
Cases Mousgoum reproduites à la Fondation Gacha

Contrée peuplée de familles d'origines diverses depuis la nuit des temps, Bangoulap présente une importante diversité culturelle. Elle se ressent d'une part à travers les éloges propres à chaque famille. D'autre part ce sont les danses folkloriques aux rythmes variés qui expliquent cette diversité nous avons entre autres ; le Mangambeu, le Kesou, le Lah, le Ngou.
La Fondation Gacha œuvrant dans les domaines de la formation, la santé, l'agriculture, l'artisanat et le tourisme solidaire reproduit sur son site les architectures des cases du Nord Cameroun.

## Tourisme
Les potentialités touristiques sont assez nombreuses et dispersées sur le territoire Bangoulap. Elles englobent le palais royal, les lieux sacrés de Ntagni et de la chefferie, les chutes de Baba, les grottes de Madoua, les reliques de la forge de Lafeng.
En somme, Bangoulap est aujourd'hui un îlot de paix, le visiteur qui y arrive est d'emblée impressionné par l'accueil est l'hospitalité d'une population qui vit dans l'harmonie et dans la concorde.
À Bangoulap, il existe différents éloges (ndap) qui varient d'une famille à l'autre. Par exemple, les filles de la chefferie sont les Tonta (Ton goulah ou tonta de Bangoulap) et les garçons les tamatchou. Si on part du côté de lafven, les filles sont teushine (fille de tongoulah) et les garçons takongone. On les acquiert dès la naissance les filles prennent leurs ndap des deux parents et le garçon le prend du côté de la mère. Cela ne concerne que deux quartiers, pourtant il en existe une dizaine.
Les danses traditionnelles vont du kessou qui est la danse fétiche des Bangoulap au Ndadji, Makambeu, Lali lo'o, kamtchou et autres.
Il existe le plateau sacré de Ntagny, lieu où la panthère du Nde avait fait sa veillée d'armes pour aller jouer la finale de la coupe du Cameroun en 1988.

## Personnalités liées au village
Bangoulap est connu grâce à ses multiples artistes et vedettes tels que Marole Tchamba (la reine du Ben Skin), Pierre didier Tchakounte, Foly Dirane, Rene Ben's, Koutchouam Mbada (Ton Charlotte la Queen ou Reine mère du Ben Skin),Wank's, feu Pierre Tchana et plusieurs autres, ainsi que ses hommes et femmes politiques tels que les ministres Jean Pierre Wandji NkuimyTchatat Clobert, Tankeu Élizabeth, Max Batonga ancien député , vice président de l'assemblée nationale .Les personnalités de la police : les Commissaires divisionnaires Marc Désiré Dibandjo, Tchana Zacharie, Commissaire Ppal Luc Tchami, Commissaire Nana... de l'armée Colonel TAYI Mathieu, Commandant TETO Salomon, le Capitaine et Magistrat (puis avocat) Fondja François l’un des premiers magistrat militaire du Cameroun… le feu délégué provincial de la santé du littoral Dr. Kuitchoua Théodore, le feu prefet Fabo Luc Raymond,  feu Roland Pierre Ouandja ancien directeur des hôpitaux laquintinie de Douala et centrale de Yaoundé ,le député Nzouessa Jean Lebrun et le vice-consul du Liban NGAMGA Bienvenu.
Me.gellis djampou